# Jiuquan
La ville-préfecture de Jiuquan (chinois : 酒泉市 ; pinyin : jiǔquán shì ; litt. « ville de la source de vin ») est une subdivision administrative de la province du Gansu, province dont elle occupe en gros le tiers ouest. Jiuquan s'étend sur 191 342 km2, pour l'essentiel des régions arides et désertiques. La population se concentre dans le Corridor du Hexi qui traverse la région d'ouest en est. Entouré de montagnes et parsemé d'oasis, celui-ci représente une importante voie de passage entre l'Asie centrale à la Chine historique. Autrefois emprunté par la route de la soie, il est aujourd'hui traversé par la Route nationale 312 (en), qui relie Shanghai au Xinjiang et au Kazakhstan.
Le siège administratif de la préfecture se trouve à Suzhou, dans l'oasis de Jiuquan. Elle est parfois nommée Jiuquan sur les cartes, mais ce n'est pas son nom officiel. Parmi les autres centres urbains, les plus importants sont Dunhuang, célèbre pour son patrimoine culturel, et Yumen, une ville pétrolière.
Le port spatial de Jiuquan n'est pas très éloigné de la préfecture, mais se trouve en Mongolie-Intérieure.
Le Xian de Guazhou, comporte un des plus grands parcs éoliens du monde, inclus dans la Ferme éolienne de Gansu.

## Histoire
Depuis l'antiquité, ce territoire est conquis par la Chine. Les Hans y amènent l'extrémité occidentale de la Grande Muraille, elle y comporte aussi les dernières portes chinoises de la route de la Soie.
Le général Huo Qubing y livre une bataille importante contre les Huns en -117.
Les premières grottes bouddhiques de Mogao sont creusées à partir de 353.
Au cours de la seconde moitié du VIIe siècle, l'Empire du Tibet s'empare de Dunhuang, et n'en sera chassé que vers la fin de la dynastie Tang, en 851, par le général chinois, Zhang Yichao (en).
Au XIIIe siècle, la région est conquise par les Mongols gengiskhanides.
Au XVIe siècle, la région échappe à l'empire chinois, pour tomber sous la coupe du khanat musulman de Djaghataï.
Au XVIIe siècle, la dynastie Qing, mandchoue, reconquiert des territoires en occident. Lors de son apogée, la majorité du territoire actuel de la Chine, ainsi que du territoire de Mongolie font partie de l'empire.
Le camp de travail de Jiabiangou était en usage à Jiuquan pendant la Campagne anti-droitiste dans les années 1957 à 1961. Lorsqu'il était en opération, il contenait approximativement 3 000 prisonniers politiques, dont environ 2 500 sont morts à Jiabiangou, principalement de famine.
Au XXIe siècle, on y construit la Ferme éolienne de Gansu, qui y devient alors la plus grande ferme éolienne au monde.

## Démographie
D'après le recensement officiel de 2010, la population de la préfecture était de 1 095 947 habitants, tandis que celle de la ville de Jiuquan, c'est-à-dire du District de Suzhou était de 428 346 habitants.

## Géographie
La base de lancement de Jiuquan est un centre spatial servant à faire décoller les fusées spatiales chinoises.

### Subdivisions administratives
La ville-préfecture de Jiuquan exerce sa juridiction sur sept subdivisions - un district, deux villes-districts, deux xian et deux xian autonomes.
| Divisions administratives     | Nom                                             | Chinois simplifié Pinyin | Superficie km² | Population 2008 |
| ----------------------------- | ----------------------------------------------- | ------------------------ | -------------- | --------------- |
|                               | District de Suzhou                              | 肃州区, sùzhōu qū        | 3 349          | 403 858         |
| Ville de Yumen                | 玉门市, yùmén shì                               | 13 500                   | 141 569        |                 |
| Ville de Dunhuang             | 敦煌市, dūnhuáng shì                            | 26 960                   | 141 522        |                 |
| Xian de Jinta                 | 金塔县, jīntǎ xiàn                              | 14 663                   | 148 718        |                 |
| Xian de Guazhou               | 瓜州县, huāzhōu xiàn                            | 23 150                   | 123 765        |                 |
| Xian autonome mongol de Subei | 肃北蒙古族自治县, sùběi měnggǔzú zìzhìxiàn      | 66 748                   | 11 503         |                 |
| Xian autonome kazakh d'Aksay  | 阿克塞哈萨克族自治县, Ākèsài hāsàkèzú zìzhìxiàn | 31 374                   | 31 967         |                 |